# Phaea acromela
Phaea acromela es una especie de escarabajo longicornio del género Phaea, tribu Tetraopini, subfamilia Lamiinae. Fue descrita científicamente por Pascoe en 1858.

## Descripción
Mide 9-12 milímetros de longitud.

## Distribución
Se distribuye por Belice, Costa Rica, El Salvador, Guatemala y México.